# Lijst van struikelstenen in Westerwolde

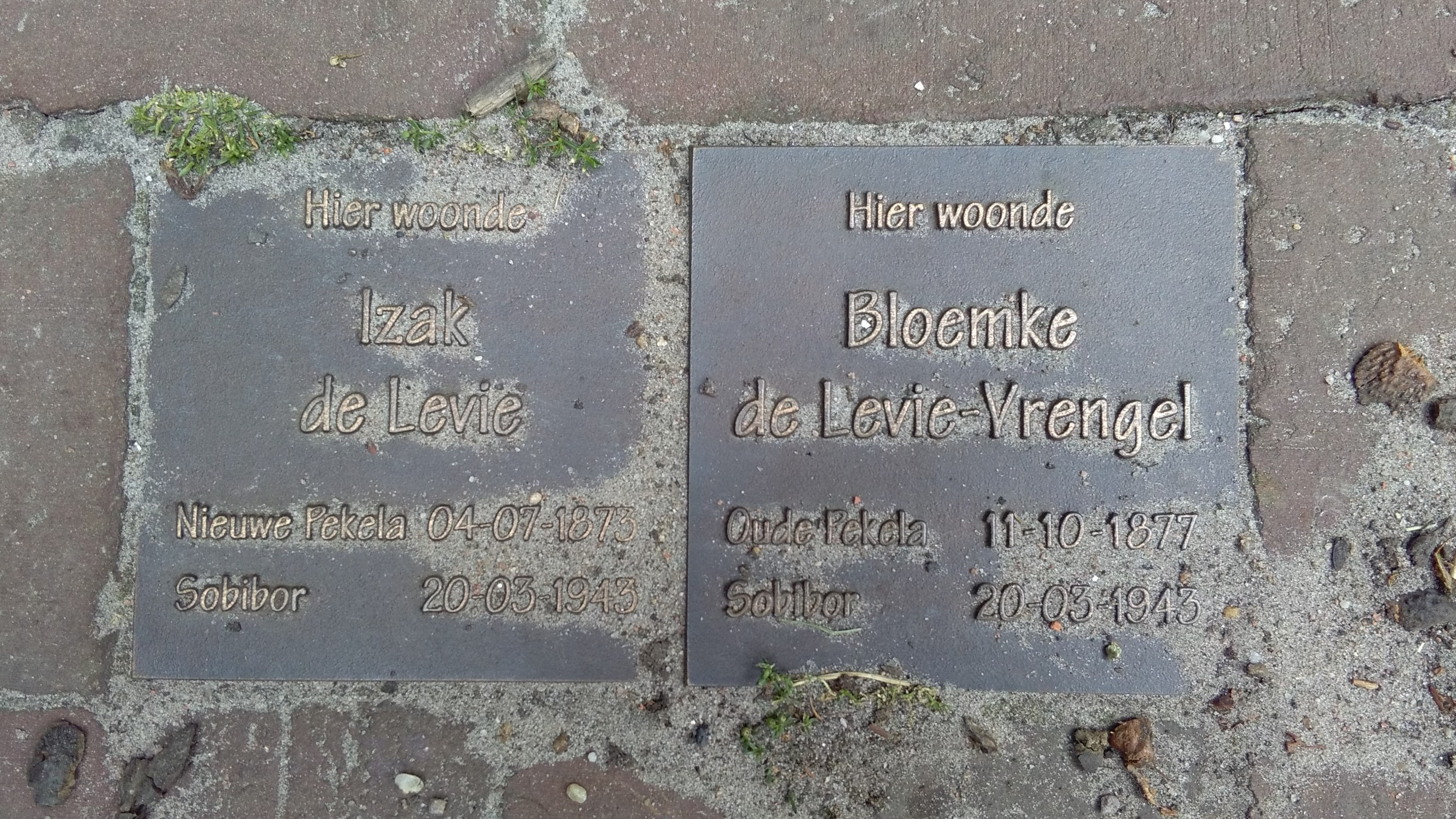
Struikelstenen in Bellingwolde

De lijst van struikelstenen in Westerwolde geeft een (incompleet) overzicht van de stenen ter herinnering aan omgekomen Joden in de Groninger gemeente Westerwolde. De stichting die de stenen heeft laten plaatsen, heeft onafhankelijk van het Stolpersteineproject van Gunter Demnig gehandeld.

## Bellingwolde
| Afbeelding | Inscriptie                                                                             | Adres                      | Biografie |
| ---------- | -------------------------------------------------------------------------------------- | -------------------------- | --------- |
|            | Hier woonde Hartog Hoogstraal Smilde 10-09-1875 Sobibor 20-03-1943                     | Bellingwolde, Hoofdweg 289 |           |
|            | Hier woonde Hendrina Hoogstraal Smilde 10-09-1875 Sobibor 20-03-1943                   | Bellingwolde, Hoofdweg 289 |           |
|            | Hier woonde Karel Hoogstraal Smilde 10-09-1875 Sobibor 20-03-1943                      | Bellingwolde, Hoofdweg 289 |           |
|            | Hier woonde Truda Hoogstraal Smilde 10-09-1875 Sobibor 20-03-1943                      | Bellingwolde, Hoofdweg 289 |           |
|            | Hier woonde Eva Mosbach-Arends Weener (D) 13-10-1870 Auschwitz 12-02-1943              | Bellingwolde, Hoofdweg 285 |           |
|            | Hier woonde Weardus Mosbach Nieuwe Pekel 29-03-1873 Auschwitz 12-02-1943               | Bellingwolde, Hoofdweg 285 |           |
|            | Hier woonde Lea Mosbach Bellingwolde 11-05-1906 Auschwitz 12-02-1943                   | Bellingwolde, Hoofdweg 285 |           |
|            | Hier woonde Izak de Levie Nieuwe Pekela 04-07-1873 Sobibor 20-03-194                   | Bellingwolde, Hoofdweg 170 |           |
|            | Hier woonde Bloemke de Levie-Vrengel Oude Pekela 11-10-1877 Sobibor 20-03-1943         | Bellingwolde, Hoofdweg 170 |           |
|            | Hier woonde Aleida Braaf-Sachs ? 03-04-1858 Auschwitz 23-11-1942                       | Bellingwolde, Hoofdweg 139 |           |
|            | Hier woonde Bertha Braaf-Hartog ? 13-04-1896 Auschwitz 23-11-1942                      | Bellingwolde, Hoofdweg 139 |           |
|            | Hier woonde Rachel Henderina Frida Charlotte Kosses ? 29-09-1922 Auschwitz 23-11-1942  | Bellingwolde, Hoofdweg 76  |           |
|            | Hier woonde Bertha Kosses ? 02-09-1925 Auschwitz 23-11-1942                            | Bellingwolde, Hoofdweg 76  |           |
|            | Hier woonde Jeizel Kosses Oude Pekela 14-12-1885 neergeschoten Bellingwolde 28-06-1944 | Bellingwolde, Hoofdweg 63  |           |
|            | Hier woonde Frouke Kosses-Kosses Bellingwolde 09-05-1886 Bergen Belsen 10-02-1945      | Bellingwolde, Hoofdweg 63  |           |
|            | Hier woonde Benjamin Kosses Wedde 21-08-1918 Auschwitz 30-06-1942                      | Bellingwolde, Hoofdweg 63  |           |
|            | Hier woonde Elie Kosses Wedde 15-08-1919 Bergen Belsen 11-02-1945                      | Bellingwolde, Hoofdweg 63  |           |
|            | Hier woonde Heiman Kosses Wedde 18-10-1923 Auschwitz 30-09-1942                        | Bellingwolde, Hoofdweg 63  |           |
|            | Hier woonde Marianne de Levie-Levie ? 04-04-1901 Sobibor 23-07-1943                    | Bellingwolde, Hoofdweg 57  |           |
|            | Hier woonde Benjamin de Levie ? 29-04-1904 Sobibor 23-07-1943                          | Bellingwolde, Hoofdweg 57  |           |
|            | Hier woonde Maria Bloemke de Levie ? 23-02-1931 Sobibor 23-07-1943                     | Bellingwolde, Hoofdweg 57  |           |
|            | Hier woonde Izak Simon de Levie ? 06-08-1932 Sobibor 23-07-1943                        | Bellingwolde, Hoofdweg 57  |           |
|            | Hier woonde Bloemke de Levie ? 09-01-1934 Sobibor 23-07-1943                           | Bellingwolde, Hoofdweg 57  |           |
|            | Hier woonde Levie Levitus ? 13-03-1870 Auschwitz 23-11-1942                            | Bellingwolde, Lindelaan 7  |           |
|            | Hier woonde Betje Levitus-Pronk ? 03-11-1881 Auschwitz 23-11-1942                      | Bellingwolde, Lindelaan 7  |           |
|            | Hier woonde Adolf Nathan-Cohen ? 10-01-1868 Auschwitz 19-11-1942                       | Bellingwolde, Lindelaan 1  |           |
|            | Hier woonde Helena Braaf-Cohen ? 12-05-1893 Auschwitz 19-11-1942                       | Bellingwolde, Lindelaan 1  |           |
|            | Hier woonde Hartog Braaf ? 21-07-1899 Midden Europa 31-03-1944                         | Bellingwolde, Lindelaan 1  |           |
|            | Hier woonde Abraham Braaf ? 20-07-1934 Auschwitz 19-11-1942                            | Bellingwolde, Lindelaan 1  |           |

## Blijham
| Afbeelding | Inscriptie                                                        | Adres                | Biografie |
| ---------- | ----------------------------------------------------------------- | -------------------- | --------- |
|            | Hier woonde Abraham Braaf ? 25-12-1867 Sobibor 20-03-1943         | Blijham, Hoofdweg 32 |           |
|            | Hier woonde Satina Braaf-Jacobson ? 18-12-1871 Sobibor 20-03-1943 | Blijham, Hoofdweg 32 |           |

## Wedde
| Afbeelding | Inscriptie                                                                  | Adres          | Biografie |
| ---------- | --------------------------------------------------------------------------- | -------------- | --------- |
|            | Hier woonde Rosa Jacobson-Jacobs Borger (D) 23-02-1871 Auschwitz 19-11-1942 | Wedde, Esweg 1 |           |
|            | Hier woonde Mozes Jacobson Wedde 18-07-1906 Marlatweisich 29-02-1944        | Wedde, Esweg 1 |           |